# (31470) Alagappan
1999 CR33 (asteroide 31470) é um asteroide da cintura principal. Possui uma excentricidade de 0.14041610 e uma inclinação de 2.91494º.
Este asteroide foi descoberto no dia 10 de fevereiro de 1999 por LINEAR em Socorro.